# Syzygium aromaticum
El árbol del clavo de olor, clavero, jirofle, o girofle (Syzygium aromaticum) es un árbol de la familia Myrtaceae, nativo de Indonesia. Sus botones (flores que aún no se han abierto) secos se denominan clavos de olor, girofles, jirofles, o clavillos, y se usan como especia en las cocinas de todo el mundo.[cita requerida]
Su nombre deriva de la palabra clavo (de los fabricados en fraguas artesanales), ya que la forma del botón floral guarda un gran parecido con ellos.[cita requerida]

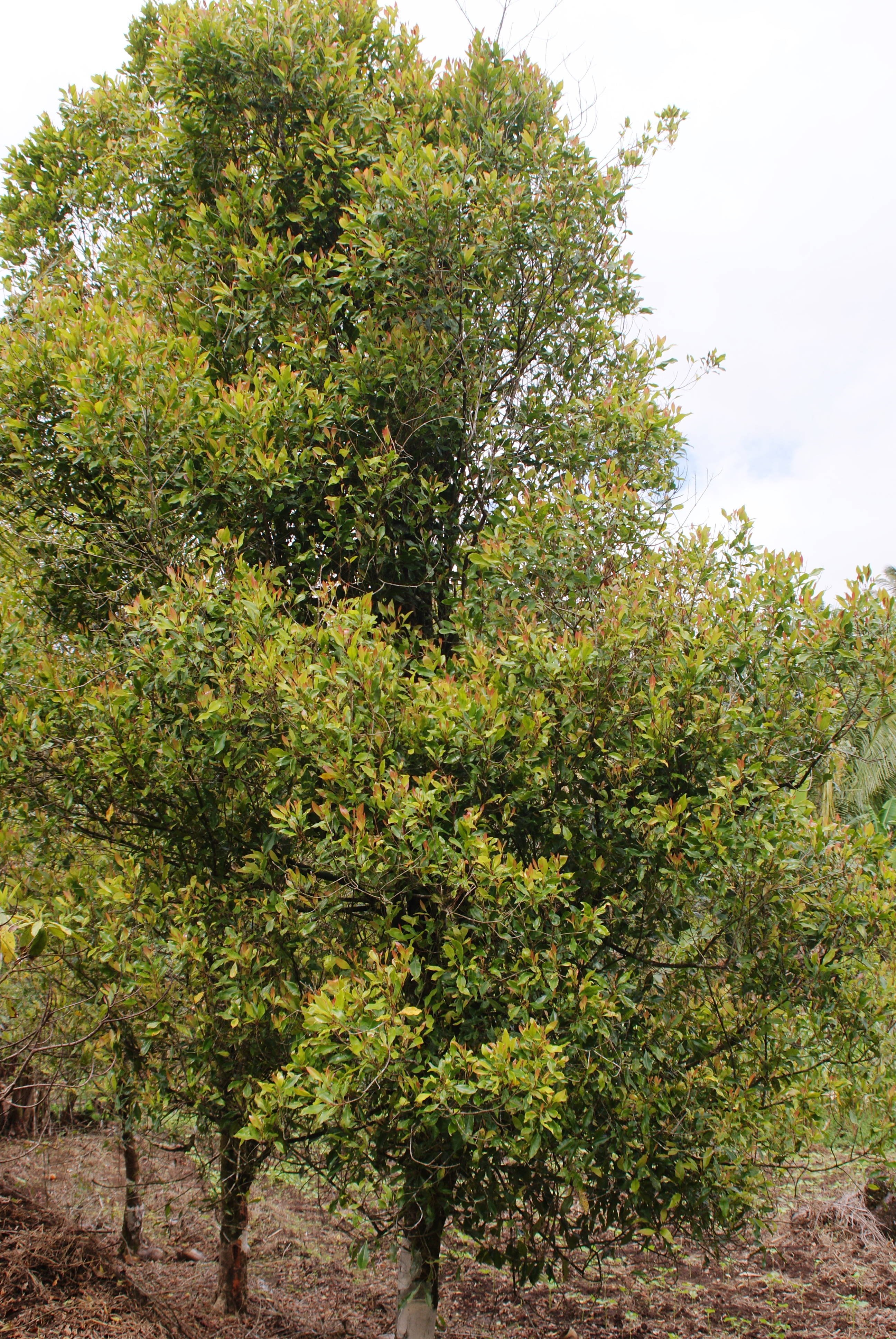
Vista del árbol

Los clavos son cosechados principalmente en Indonesia y Madagascar. También crece en Zanzíbar, India y Sri Lanka.

## Descripción
El árbol del clavo es perenne y crece hasta una altura de 10 a 20 m. Tiene hojas lanceoladas e inflorescencias racimosas (tirso). Las yemas florales presentan inicialmente un color pálido que gradualmente cambia al verde, después de lo cual comienzan a adquirir un color rojizo brillante indicativo de que están listas para ser recolectadas. Suelen cosecharse cuando alcanzan una longitud de 1,5 a 2 cm, y constan de un largo receptáculo que contiene el ovario; sobre el receptáculo se insertan los demás verticilios florales: cuatro sépalos, cuatro pétalos y numerosos estambres.[cita requerida]

## Usos

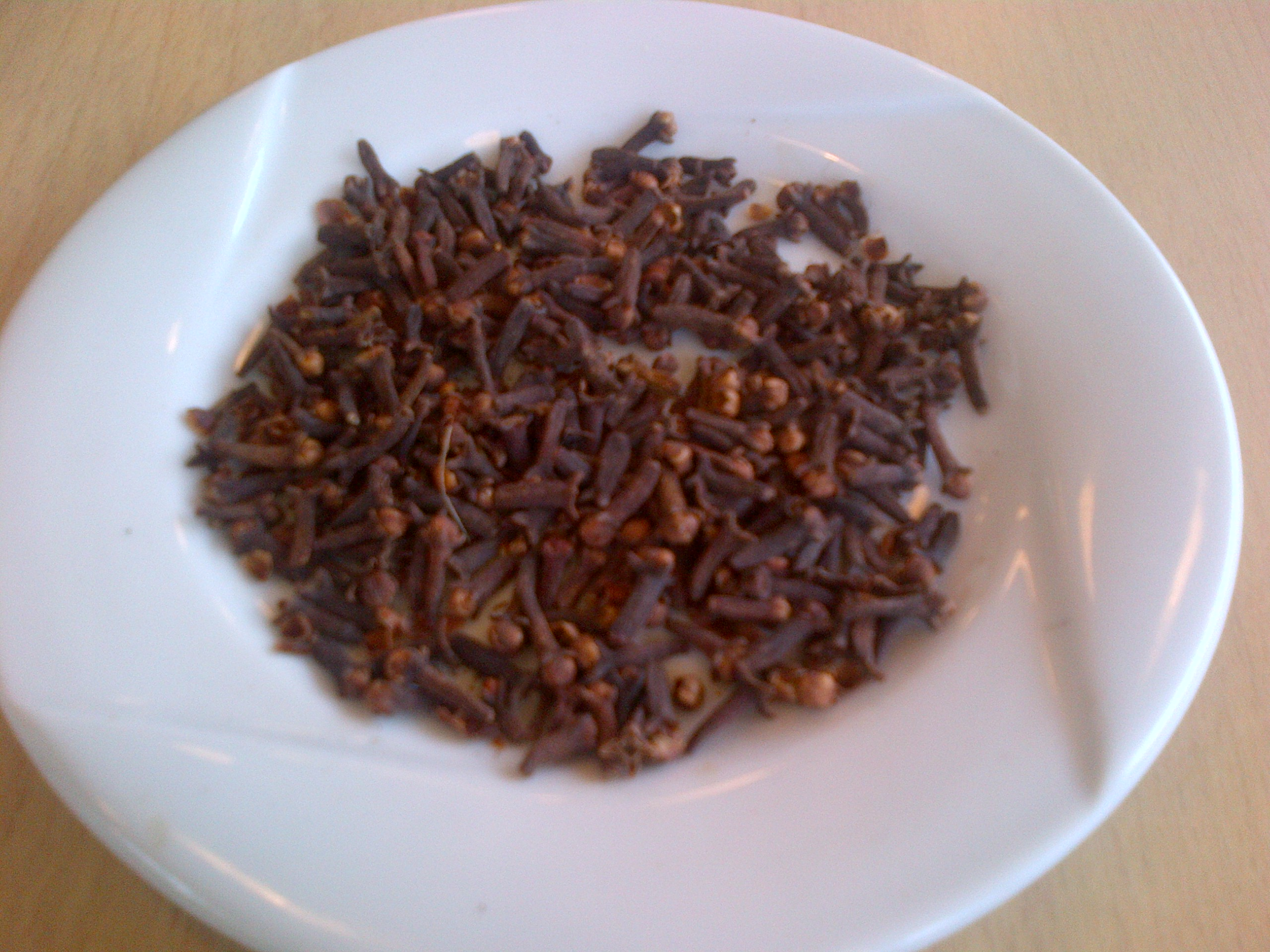
"Karanfil" o clavos de olor son presentados a los clientes en algunos restaurantes turcos para mascar como un perfume bucal después de comer.

Los clavos (en cocina) se utilizan enteros o molidos pero, como son extremadamente fuertes, se usan en poca cantidad. La especia se emplea en toda Europa y Asia, es fumada en un tipo de cigarrillo local de Indonesia llamado kretek y, en algunos cafés del oeste, es mezclado con marihuana para elaborar cigarros. Los clavos de olor sirven para elaborar incienso en la cultura china y japonesa, asimismo es uno de los ingredientes del sahumerio o incienso judío (qetóret) que se utilizaba en el Templo de Salomón.[cita requerida]
Una receta casera común para aliviar el dolor de muelas es colocar un clavo de olor junto al diente que duele, o hacerse buches de agua tibia que ha sido previamente hervida con los mismos. La explicación científica del porqué esto es efectivamente útil, es que el clavo de olor posee una proporción alta de una sustancia llamada eugenol, que es utilizada en aromaterapia y ampliamente usada como tratamiento anestésico en dolor de dientes, y mezclado con óxido de zinc en polvo como cemento dental, pues tiene propiedades analgésicas, antiinflamatorias, antibacterianas y sobre todo anestésicas.
Históricamente los clavos han sido usados en la cocina india. En el norte de India se preparan salsas con clavo de olor, y en el sur se encuentra principalmente en el plato llamado biryani, donde también se agrega al arroz para darle sabor.

#### Usos medicinales tradicionales
Los clavos se utilizan en la India en la medicina Ayurveda, la medicina tradicional china, la herbolaria occidental y la odontología, en el que el aceite esencial actúa como calmante (analgésico) para emergencias dentales. Los clavos se utilizan como carminativo, para incrementar el ácido clorhídrico en el estómago y mejorar el peristaltismo. Se dice que los clavos también son un producto natural antihelmíntico. El aceite esencial se emplea en aromaterapia cuando se necesitan estimulación y calentamiento, especialmente para los problemas digestivos. Se dice que la aplicación tópica sobre el estómago o en el abdomen calienta el tracto digestivo. Aplicado a una cavidad en un diente con caries, alivia el dolor de muelas.
En la medicina tradicional china, el clavo o ding xiang se consideran acre, caliente y aromático, entrando en los meridianos de los riñones, el bazo y el estómago, y es notable su capacidad para calentar el estómago llevando el qì hacia abajo, para tratar el hipo y fortalecer el riñón yang. Debido a que la hierba para calentar está contraindicada en cualquier persona con síntomas de fuego y de acuerdo a las fuentes clásicas, no debe usarse para cualquier cosa, excepto el frío con deficiencia de yang. Como tal, se utiliza en las fórmulas para la impotencia o la secreción vaginal clara de deficiencia de yang, de la enfermedad de la mañana junto con el ginseng y el pachulí, o por el vómito y la diarrea debido a la frialdad de bazo y estómago.
Los clavos pueden emplearse internamente en forma de té, como tópica en forma de aceite para los músculos hipotónicos. Esto también se encuentra en la medicina tibetana.

## Historia
Hasta tiempos modernos, los clavos de olor crecieron sólo en algunas de las islas Molucas históricamente llamadas "Islas de las especias", entre ellas Bacán, Makián, Moti, Ternate y Tidore. No obstante, encontraron camino a Europa y el Medio Oriente ya antes de nuestra era. Arqueólogos han encontrado clavos de olor en una vasija de cerámica en Siria como evidencia que data de unos 1721 años a. C. Hacia el siglo IV a. C. los monarcas chinos de la Dinastía Han solicitaban, a aquellos que les dirigían la palabra, que masticaran clavos para mejorar el aliento. Junto con la nuez moscada y la pimienta fueron altamente valorados en tiempos del apogeo del Imperio romano, y Plinio el Viejo en una famosa queja afirmó: "No hay año en el que la India no le drene al Imperio romano 50 millones de sestercios ". Los clavos de olor eran comercializados por los árabes durante la Edad Media, a través de la ruta marítima del Océano Índico que -aprovechando con medianos navíos a vela de un palo las fluctuaciones monzónicas-  comunicaba la Insulindia con Omán y Yemen. Hacia el siglo XV, Portugal se hizo con el control de tal ruta, debido al Tratado de Tordesillas con España y -en un tratado separado- con el sultán de Ternate. Los portugueses trajeron enormes cantidades de clavo de olor a Europa, principalmente de las Islas Malaku. El clavo de olor era, pues, una de las especias más valoradas, costando un kilogramo del mismo alrededor de siete gramos de oro.[cita requerida]
El comercio pasó después a manos de Holanda hacia el siglo XVII. Francia logró introducir con gran dificultad el árbol del clavo en las islas Mauricio en el año 1770. Posteriormente fue introducido en Guyana, Brasil, las Antillas y Zanzíbar , donde la mayoría de los clavos de olor o girofles crecen hoy. En Gran Bretaña, hacia el siglo XVII era tasado su precio en oro debido al alto costo de importación.[cita requerida]

## Los compuestos activos

Estructura del eugenol

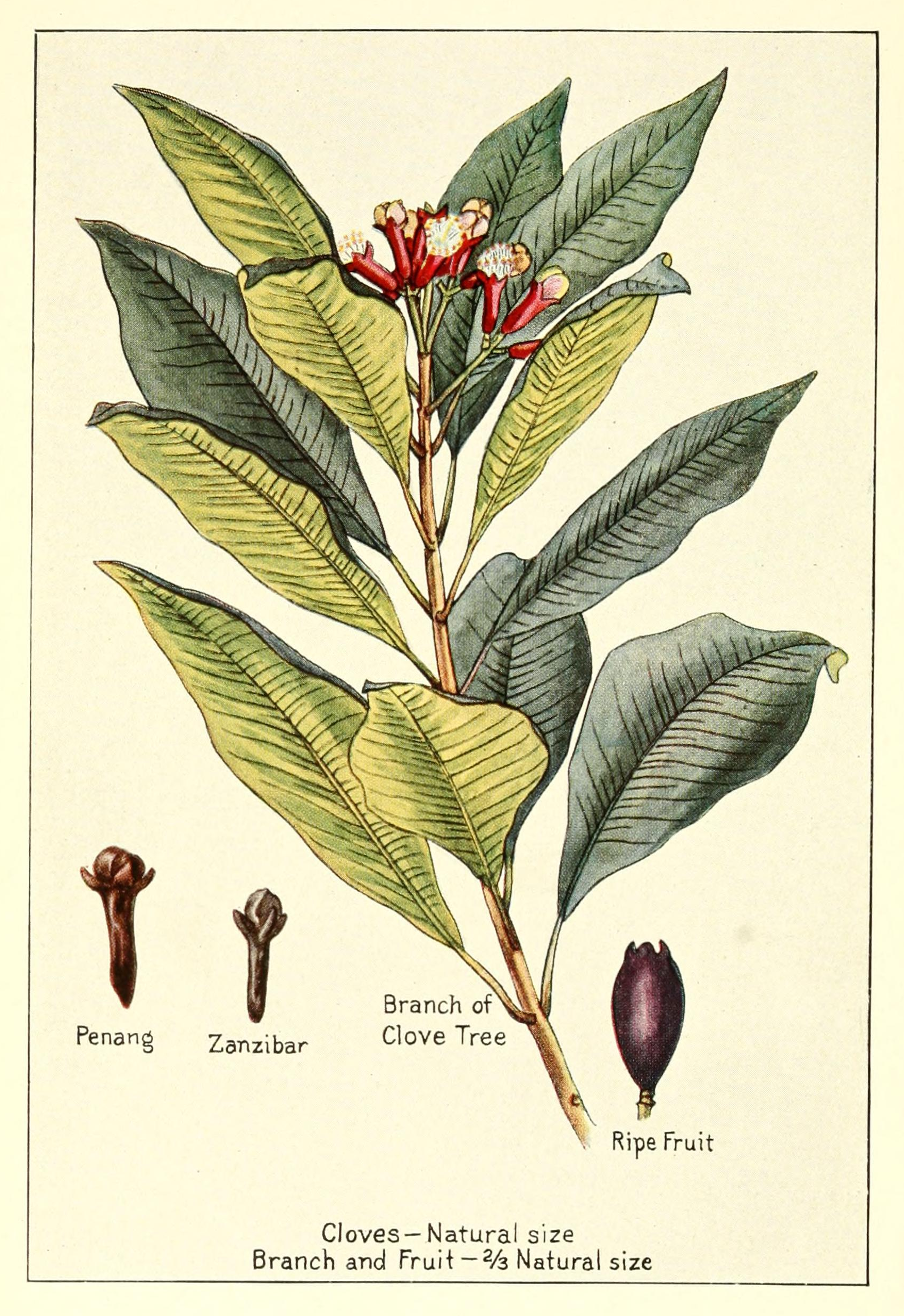
Ilustración

El compuesto eugenol es responsable de la mayor parte del aroma característico de los clavos. El eugenol comprende 72-90% del aceite esencial extraído de los clavos, y es el compuesto principalmente responsable del aroma de los clavos de olor. Otros importantes componentes del aceite esencial de clavo ison acetil eugenol, beta-cariofileno y vainillina, ácido cratególico, taninos como bicornin, el ácido galotánico, salicilato de metilo (analgésico), el flavonoide eugenina, kaempferol, ramnetina y eugenitin, tri terpenoides tales como el ácido oleanólico, estigmasterol y campesterol y varios sesquiterpenos.
El eugenol puede ser tóxico en cantidades relativamente pequeñas; una dosis de 5 - 10 ml puede afectar gravemente a un niño de dos años de edad.

## Taxonomía
Syzygium aromaticum fue descrito por (L.) Merr. & L.M.Perry y publicado en Memoirs of the American Academy of Arts and Science, new series 18(3): 196. 1929.
Etimología
Syzygium: nombre genérico que proviene del griego: syzygos y significa "unido, reunido"
aromaticum: epíteto latíno que significa "aromática"
Sinonimia
- Caryophyllus aromaticus L.
- Caryophyllus hortensis Noronha
- Caryophyllus silvestris Teijsm. ex Hassk.
- Eugenia aromatica (L.) Baill.
- Eugenia caryophyllata Thunb.
- Eugenia caryophyllus (Spreng.) Bullock & S.G.Harrison
- Jambosa caryophyllus (Thunb.) Nied.
- Myrtus caryophyllus Spreng.[18]